# Виродок (фільм, 1993)
«Виродок» (рос. Урод) — російська кінокомедія режисера Романа Качанова, знята 1993 року. У 2014 році фільм заборонили до показу та поширення в Україні.

## Сюжет
Це фільм-казка для дорослих. У ньому розповідається про пригоди немовляти, народженого відразу тридцятирічним. Він володіє унікальними здібностями негайно засвоювати будь-яку інформацію, почерпнуту їм з самих різних джерел. За немовлям організовує полювання КДБ.

## Знімальна група
- Режисер: Роман Качанов
- Автор сценарію: Іван Охлобистін
- Оператор: Валентин Халтурін
- Художники: Юрій Зеленов, Петро Пророків

## Заборона до показу
З 9 грудня 2014 року Державне агентство України з питань кіно заборонило до показу та поширення в Україні фільм «Виродок» разом із ще 70-ма фільмами та серіалами за участю Івана Охлобистіна. За повідомленням відомства, заборона пов'язана із антиукраїнськими шовіністичними вчинками Охлобистіна, а також порушенням ним заборони на в'їзд до України. Незадовго до цього за заборону протестували активісти, зокрема учасники кампанії «Бойкот російського кіно».